# Южилин, Виталий Александрович
Вита́лий Алекса́ндрович Южи́лин (род. 10 декабря 1965, Челябинск, РСФСР, СССР) — двадцать лет занимал должность председателя Ассоциации морских торговых портов России (2002—2022). Депутат Государственной думы третьего,четвертого, пятого и шестого созывов.

## Биография
Окончил Ленинградское высшее инженерное морское училище им. адмирала С. О. Макарова по специальности «инженер-океанолог» в 1988 году.

## Карьера
В 1988 году получил должность в Институте биологии южных морей им. А. О. Ковалевского Академии наук Украинской ССР. Занимался научными исследованиями. Участвовал в экспедициях. Погружался на дно Черного моря в глубоководном аппарате «Мир».
Позже трудился инженером в отделе океанографии Морского гидрофизического института АН УССР.
В 1993 году был создан Нижневартовский Торговый Дом, где Виталий Южилин получил должность руководителя внешнеторгового департамента. На этой должности наладил контакты со структурами по нефтепереработке.
В середине 90-х занялся стивидорным бизнесом, став одним из первых частных инвесторов в портовую отрасль.
В 1997 году вошёл в Совет директоров ОАО «Морской Порт Санкт-Петербург», в котором пробыл два года. В 1998 году стал совладельцем порта.
В качестве бизнесмена занимался развитием грузоперевозок: перевалка нефти, химических грузов, контейнерными перевозками. Инвестировал в развитие и строительство портов. Работал над решением социальных проблем Санкт-Петербурга.
С 1998 по 2003 год — депутат Государственной Думы РФ третьего созыва.
Работал в составе Комитета Государственной Думы по бюджету и налогам.
В 2002 году выступил соучредителем Национальной контейнерной компании. В этом же году Южилин предложил администрации Санкт-Петербурга построить на Васильевском острове пассажирский порт для приёма крупных лайнеров, для разгрузки грузового порта, в который приходили такие судна, а также увеличения турпотока. В 2008 году состоялось торжественное открытия пассажирского порта «Морской Фасад», который стал крупнейшим пассажирским портом в Европе.
В 2002 году занял должность председателя Совета директоров Ассоциации морских торговых портов России. Основным направлением работы Южилина являлось повышение конкурентоспособности российских портов. В этот период работал над текстом Закона «О морских портах».
В 2003 году избран в Государственную Думу РФ четвертого созыва по Кингисеппскому одномандатному избирательному округу 101 Ленинградской области, затем был членом комитета Государственной Думы по бюджету и налогам.
В 2007 году вновь избран депутатом Государственной думы. Являлся членом Комитета Государственной думы по бюджету и налогам.
Основным направлением деятельности Виталия Южилина как депутата Государственной Думы было развитие морской инфраструктуры и логистики России на законодательном уровне.
В 2010 году под руководством Южилина специалисты и эксперты Ассоциации морских торговых портов России принимали активное участие в подготовке важных для портовой сферы законопроектов и нормативных актов, а именно: «О внесении изменений в главу 21 части второй Налогового кодекса Российской Федерации» в части усовершенствования механизма применения налоговой ставки 0 процентов по работам(услугам). В их перечень внесены уточнения и дано определение «перевалки грузов»; «О внесении изменений в главы 30 и 31 части второй Налогового Кодекса РФ», в соответствии с которым вновь построенные (введенные в эксплуатацию) с 01.01.2011 года портовые гидротехнические сооружения освобождаются от налога на имущество на 15 лет; Решение Комиссии Таможенного Союза, которым введены новые коды ТН ВЭД ТС для специализированного портового оборудования (аналоги которого не производятся в РФ) и установлена нулевая ставка ввозной таможенной пошлины.
С 2010 года — член Совета Ассоциации «Национальное объединение строителей» («Нострой»).
С сентября 2011 по 2016 год — депутат Государственной Думы РФ шестого созыва, член комитета ГД по бюджету и налогам.
С 2016 года — член Правления НП Саморегулируемая организация «Межрегиональное объединение организаций железнодорожного строительства».
С 2016 по 2018 года был вице-президентом ассоциации «Нострой». В этой должности курировал реформу института саморегулирования в строительной отрасли. До этого средства компенсационного фонда СРО могли размещаться на любом расчетном счете в любом банке, что сильно затрудняло должный контроль за операциями по таким счетам со стороны государства.
В результате реформы средства компенсационных фондов должны размещаться только на специальных банковских счетах в уполномоченных Правительством РФ российских кредитных организациях и перечень операций по ним строго регламентирован Градостроительным кодексом РФ. Таким образом, одним из важнейших результатов реформы института саморегулирования стала защита средств компенсационных фондов, выполняющих публичную функцию — обеспечение саморегулируемой организацией ответственности за вред, причиненный третьим лицам при строительстве объектов капитального строительства членами СРО и как результат повышение уровня безопасности в строительной отрасли.
Также была введена дополнительная субсидиарная ответственность саморегулируемых организаций за неисполнение или ненадлежащее исполнение их членами обязательств по государственным и муниципальным контрактам (сформирован дополнительный компенсационный фонд обеспечения договорных обязательств). Кроме того, появился Национальный реестр специалистов в области строительства, который стал вести НОСТРОЙ. Только специалисты, сведения о которых включены в указанный реестр, могут подписывать документы в процессе строительства, реконструкции, капитального ремонта, сноса объектов капитального строительства, что повышает уровень ответственности подрядчиков перед конечным потребителем.
Южилин покинул пост председателя Ассоциации морских торговых портов России в 2022 году.
Принимал участие в подготовке проекта строительства крупного портового терминала в Усть-Луге.

## Личная жизнь
Четверо детей.
Бабушка — Сания Габдрахмановна Ярулина была первой женщиной-летчицей Татарской АССР. Занималась в Казанском аэроклубе. В 1934 году вместе с будущим мужем совершила агитполет «Красная Татария» по районам республики.
Дед — Александр Григорьевич Южилин (1917—1976) в качестве пилота принимал участие в Великой Отечественной войне. Совершил свыше 260 вылетов — в ходе воздушных боев сбил три истребителя противника. В 1944 году за проявленные доблесть и героизм ему было присвоено звание Героя Советского Союза.
По версии журнала Forbes, на 19 апреля 2012 года Виталий Южилин занимал 200-е место среди богатейших людей России, а состояние оценивалось в 450 млн долларов США.

## Звания и награды
- Почетный знак «За заслуги в развитии науки и экономики России» Президиума Российской академии естественных наук (2002)[1]
- Медаль «За отличие в морской деятельности» Морской коллегии при правительстве Российской Федерации (2011)[1]
- Орден Дружбы (3 декабря 2011) — за заслуги в законотворческой деятельности и многолетнюю добросовестную работу[12]
- Благодарность Правительства Российской Федерации (22 июня 2016) — за заслуги в законотворческой деятельности и многолетний добросовестный труд[13]
- Знак отличия Союза транспортников России 1-й степени за заслуги в развитии транспорта (2019)